# Fresnoy-lès-Roye
Fresnoy-lès-Roye – miejscowość i gmina we Francji, w regionie Hauts-de-France, w departamencie Somma.
Według danych na rok 1990 gminę zamieszkiwało 269 osób, a gęstość zaludnienia wynosiła 35 osób/km² (wśród 2293 gmin Pikardii Fresnoy-lès-Roye plasuje się na 730. miejscu pod względem liczby ludności, natomiast pod względem powierzchni na miejscu 631.).